# Ruta Estatal de California 67

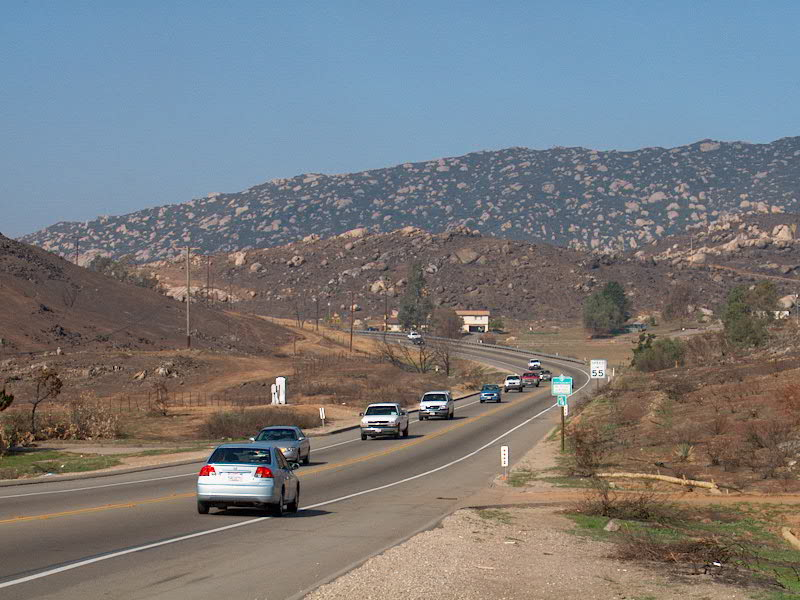
Ruta 67 norte de Poway Rd.

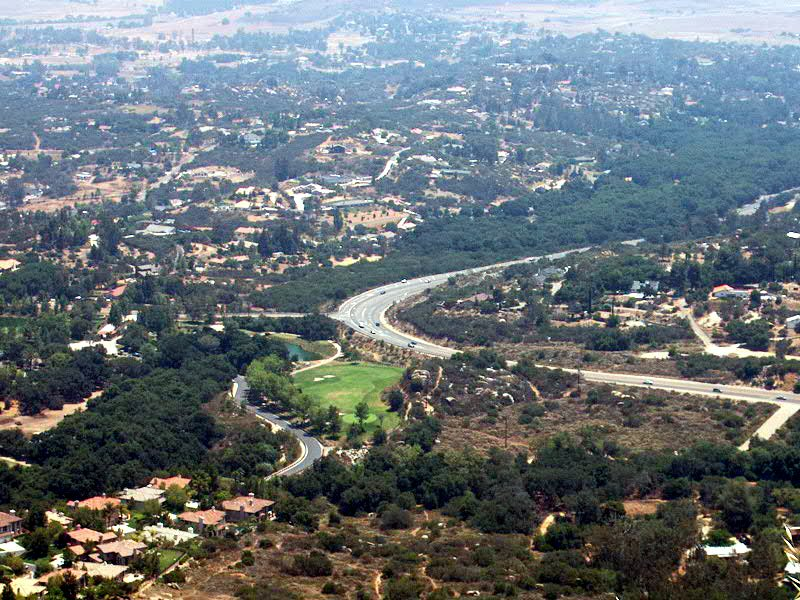
Ruta 67 sur de Ramona.

La Ruta Estatal 67 empieza desde la Interestatal 8 en El Cajón hacia Lakeside como el San Vincente Freeway o la Autopista San Vicente. Luego empieza a perder varios carriles en Poway para convertirse en Main Street o la Calle Main en Ramona hasta terminar en la Ruta Estatal 78.
En 2004 había algunos planes para que la Ruta 67 se convirtiera en una autovía en Lakeside, pero hasta la fecha no se conoce un plan para que la carretera se alargue más allá de Lakeside. En 1964 se había planeado que fuese la terminal oriental de la Ruta Estatal 56, pero tuvo que ser cancelada.
Esta ruta forma parte del Sistema de Autovías y Vías Expresas de California.

## Otros nombres
- CHP Officer Christopher D. Lydon Memorial Freeway: desde la interestatal 8 hacia Mapleview Street en Lakeside.[3]

## Intersecciones y salidas principales
Nota: a excepción donde los prefijos son con letras, los postes de mileajes fueron medidos en 1964, basados en la alineación y extendimiento de esa fecha, y no necesariamente reflejan el actual mileaje.
Toda la ruta se encuentra dentro del condado de San Diego.
| Ubicación                   | Mileaje | #  | Destinos                                      | Notas                                                                                    |
| --------------------------- | ------- | -- | --------------------------------------------- | ---------------------------------------------------------------------------------------- |
| El Cajón                    | R0.00   |    | Magnolia Avenue – El Cajón                    | Continua más allá de la I-8                                                              |
| El Cajón                    | R0.00   | 1  | I 8 – San Diego, El Centro                    | Señalizada como salidas 1A (oeste) y 1B (este); sin número de salida con dirección norte |
| El Cajón                    | R0.31   | 1C | Broadway, Fletcher Parkway                    | sin número de salida con dirección norte                                                 |
|                             | R1.12   | 1D | Bradley Avenue                                | Señalizada como salida 1 no453                                                           |
| Santee                      | R1.94   | 2  | Prospect Avenue – Santee                      | Salida norte entrada sur                                                                 |
| Santee                      |         | 2  | SR 52 oeste                                   |                                                                                          |
| Santee                      | R2.67   | 3  | Woodside Avenue – Santee                      | Salida sur entrada norte                                                                 |
|                             | R3.91   | 4  | Riverford Road                                |                                                                                          |
|                             | R4.83   | 5  | Winter Gardens Boulevard – Lakeside           | Salida norte entrada sur                                                                 |
| Extremo norte de la autovía |         |    |                                               |                                                                                          |
|                             | R5.48   |    | Mapleview Street – Lakeside Business District |                                                                                          |
|                             | 13.56   |    | Scripps Poway Parkway                         |                                                                                          |
| Poway                       | 15.20   |    | CR S4 (Poway Road) – Poway, Escondido         |                                                                                          |
| Ramona                      | 24.38   |    | SR 78 – Santa Ysabel, Julian, Escondido       |                                                                                          |